# Auchenipterus
Auchenipterus és un gènere de peixos de la família dels auqueniptèrids i de l'ordre dels siluriformes.

## Distribució geogràfica
Es troba a Sud-amèrica: conques dels rius Orinoco, Amazones i riu de La Plata, i nord-est del Brasil i les Guaianes.

## Taxonomia
- Auchenipterus ambyiacus (Fowler, 1915)[3][4]
- Auchenipterus brachyurus (Cope, 1878)[5]
- Auchenipterus brevior (Eigenmann, 1912)[6]
- Auchenipterus britskii (Ferraris & Vari, 1999)[2]
- Auchenipterus demerarae (Eigenmann, 1912)[6]
- Auchenipterus dentatus (Valenciennes, 1840)[7]
- Auchenipterus fordicei (Eigenmann & Eigenmann, 1888)[8]
- Auchenipterus menezesi (Ferraris & Vari, 1999)[9][10]
- Auchenipterus nigripinnis (Boulenger, 1895)[11]
- Auchenipterus nuchalis (Spix & Agassiz, 1829)[12]
- Auchenipterus obesus (Jardine in Schomburgk, 1841)[13]
- Auchenipterus osteomystax (Miranda-Ribeiro, 1918)[14][15][16][17][18][19][20][21][22]